# Leotiomycetes
Leotiomycetes Eriksson & Winka, 1997 è una classe di funghi della divisione Ascomycota.
Molte specie di questa classe causano gravi fitopatologie.

## Descrizione
La maggior parte dei Leotiomycetes generano il proprio asco nell'apotecio (più raramente nel cleistotecio). Gli asci sono cilindrici e privi di opercolo.
Le spore sono ialine, di forme varie e sono rilasciate attraverso un poro apicale circolare.

## Tassonomia
La classe Leotiomycetes contiene numerose specie con un anamorfo posizionato all'interno dei fungi imperfecti (Deuteromycota), che solo recentemente hanno trovato il loro collocamento nel sistema filogenetico.
Le precedenti classificazioni ponevano i Leotiomycetes nel clade Discomycetes (Discomycetes inopercolati).
Gli studi molecolari hanno recentemente dato nuova luce alla sistematica ancora oscura. Parecchi studiosi considerano la classe Leotiomycetes un taxon fratello alla classe Sordariomycetes nell'albero filogenetico della sottodivisione Pezizomycotina.
La sua suddivisione in sottoclassi ha ricevuto forte supporto dai dati molecolari, ma la monofilia globale dei Leotiomycetes è tuttora dubbia.
Attualmente, sulla base sia della classificazione tassonomica tradizionale, sia di studi filogenetici molecolari, la classe Leotiomycetes include 6 ordini, 21 famiglie e circa 510 generi (di questi 115 sono incertae sedis).
Di seguito si riportano gli ordini che costituiscono la classe Leotiomycetes, nionché le famiglie e i generi incertae sedis:
- Cyttariales
- Erysiphales
- Helotiales
- Leotiales
- Rhytismatales
- Thelebolales

Famiglie incertae sedis
Thelocarpaceae
Vezdaeaceae
Generi incertae sedis
Amylocarpus
Catinella
Chaetomella
Cyclaneusma
Discohainesia
Eleutheromyces
Geniculospora
Hainesia
Hyphozyma
Leohumicola
Meliniomyces
Naemacyclus